# Enzo Gutiérrez
Enzo Hernán Gutiérrez, mais conhecido como Enzo Gutiérrez (Charata, 28 de maio de 1986), é um futebolista argentino que atua como meia. Atualmente, joga no Universitario.

## Carreira
Formado nas categorias de base do Boca Juniors estreou no Campeonato Argentino em 11 de junho de 2005, ficou no Boca Juniors até 2006. Pelo Boca Juniors, foi campeão do Apertura de 2005, da Copa Sul-Americana de 2005, da Recopa Sul-Americana de 2005 e do Clausura de 2006.
Depois passou por Manta do Equador, Universidad San Martín do Peru, onde foi campeão do Descentralizado de 2007, Rangers e Marítimo de Portugal, por empréstimo.

### O'Higgins
Nos últimos dias de 2009, acertou com o O'Higgins de Rancagua por 3 anos, onde vestiu a camisa 10 e virou titular indiscutível e o destaque do time, inclusive se encontra uma imagem sua no mural dos máximos ídolos do clube devido a entrega dentro de campo e pelo carinho que tem dos torcedores. Pelo O'Higgins, Gutiérrez virou o quarto maior goleador do clube em campeonatos nacionais, foi vice-campeão do Apertura de 2012, sendo um dos artilheiros da competição com 11 gols e em 86 partidas disputadas com a camisa do clube marcou 35 gols.

### Universidad de Chile
Em julho de 2012, a Universidad de Chile acertou a contratação de Gutiérrez por 1,2 milhões de dólares com um contrato de 4 anos.

## Títulos
Boca Juniors
- Campeonato Argentino: 2005 (Apertura) e 2006 (Clausura)
- Copa Sul-Americana: 2005
- Recopa Sul-Americana: 2005

Universidad San Martín
- Campeonato Peruano: 2007

### Prêmios individuais
- Artilheiro do Campeonato Chileno: 2012 (Apertura)